# 伍德拉克島
伍德拉克島是巴布亞新畿內亞米爾恩灣省的島嶼，屬於特羅布里恩群島的一部分，面積739平方公里，島上最高點海拔410米。

## 外部連結
- pacificwrecks.com "Woodlark Island"（页面存档备份，存于）
- Michael Frey: Woodlark image gallery